# كريس كولينز (موسيقي)
كريس كولينز (بالإنجليزية: Chris Collins)‏ هو موسيقي أمريكي، ولد في 1967.

## وصلات خارجية
- الموقع الرسمي